# Tredje generationens spelkonsoler

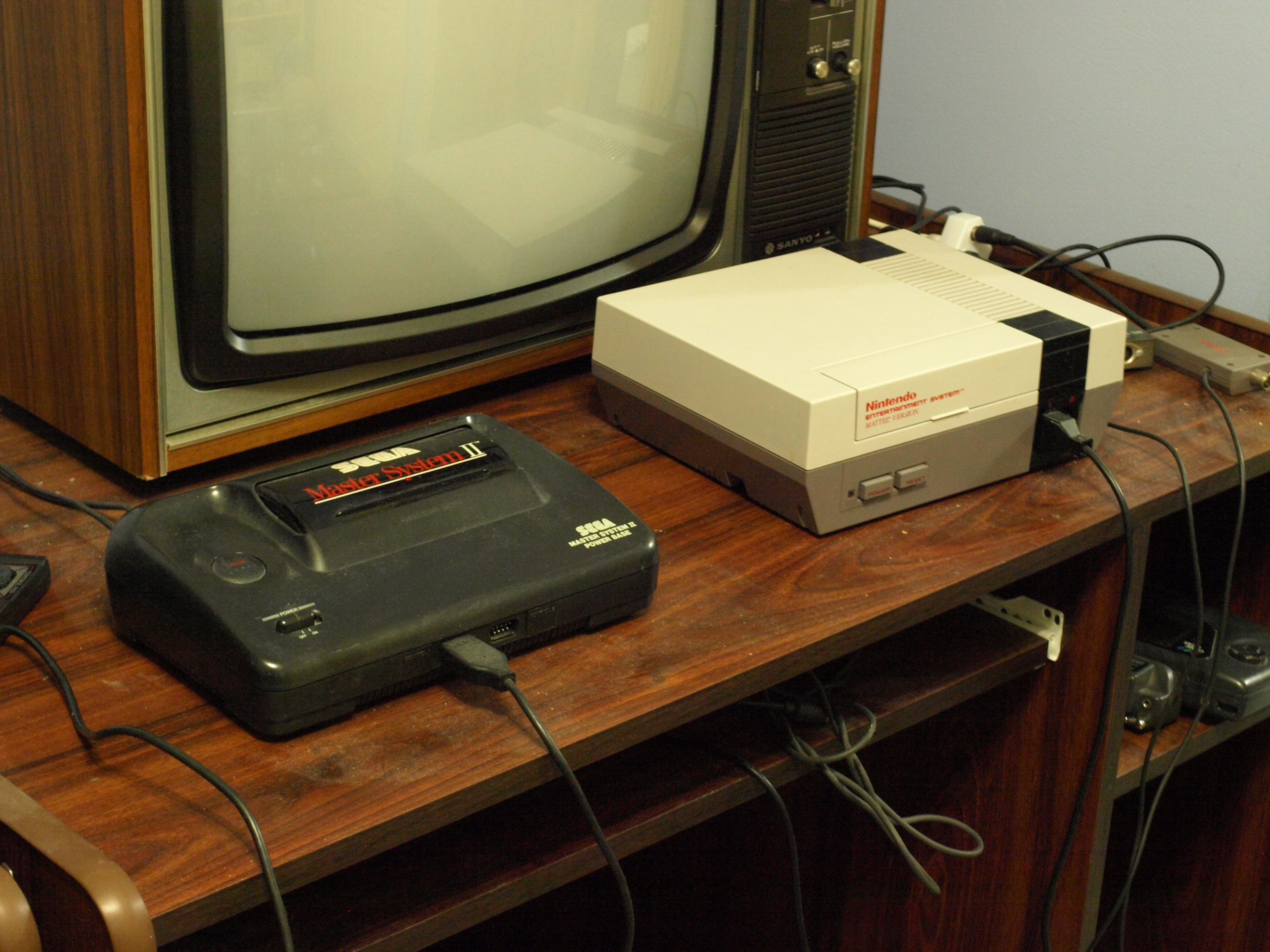
Sega Master System (till vänster) och NES (till höger).

Tredje generationens konsoler eller 8-bitarseran dominerades av japanska TV-spelskonsoler. Efter den stora kraschen 1983 var det Nintendos NES som blåste liv i marknaden igen. Den tredje generationen anses ha varat från 1983 till 1990.

## System
- NES
- Sega Master System
- Atari 7800
- Atari XEGS
- Commodore 64GS

### Fotnoter
1. ↑  Travis Fahs (21 april 2014). ”IGN Presents the History of SEGA” (på engelska). IGN. http://www.ign.com/articles/2009/04/21/ign-presents-the-history-of-sega?page=2. Läst 2 maj 2014.
2. ↑  ”System List”. GameFAQs. Arkiverad från originalet den 1 maj 2014. https://web.archive.org/web/20140501145906/http://www.gamefaqs.com/systems.html. Läst 2 maj 2014.